# Malaita
Malaita è l'isola maggiore della provincia omonima facente parte dell'arcipelago delle Isole Salomone e appartenente allo Stato delle Isole Salomone. Si estende su una superficie di 4.307 km².